# Грешилов, Михаил Васильевич
Михаи́л Васи́льевич Греши́лов (2 [15] ноября 1912, д. Будановка, Курская губерния — 8 марта 2004, Москва) — советский военный моряк-подводник, в годы Великой Отечественной войны командир подводных лодок Черноморского флота, Герой Советского Союза (16.05.1944), капитан 1-го ранга (2.07.1951).

## Биография
Родился 2 (15) ноября 1912 года в деревне Будановка (ныне — Золотухинского района Курской области) в крестьянской семье. Русский.
Член ВКП(б)/КПСС с 1939 года. Окончил 7 классов и школу ФЗУ железнодорожников в Курске. С 1929 года учился в педагогическом училище в Курске, в 1930 году оставил учёбу и по призыву комсомола уехал строить Магнитогорский металлургический комбинат. Работал электромонтёром в городе Магнитогорске на коксохимическом комбинате.
С июня 1933 года в Военно-Морском Флоте, зачислен по комсомольскому набору. В 1937 году окончил Военно-морское училище имени М. В. Фрунзе. Служил на Черноморском флоте: с января 1938 — командир БЧ-1 подводной лодки Щ-202, с января 1939 — помощник командира подводной лодки АГ-1. Затем в декабре направлен на учёбу и в июне 1940 года окончил Высшие специальные классы командного состава при  Учебном отряде подводного плавания имени С. М. Кирова. Затем вернулся на Чёрное море и сразу же, в июне 1940 года назначен командиром подводной лодки М-35.
С первого дня Великой Отечественной войны М. В. Грешилов участвовал в боях. Под его командованием ПЛ «М-35» совершила 19 боевых походов, одно судно повредила артиллерией, одно потопила (командованием ему были засчитаны 3 потопленных транспорта и 1 баржа).
В октябре 1942 года капитан 3-го ранга Грешилов М. В. назначен командиром ПЛ «Щ-215» 1-й бригады подводных лодок Черноморского флота. В 7 боевых походах под его командованием она потопила 3 единицы противника — транспорт, шхуну, быстроходную десантную баржу (командованием было засчитано потопление 5 судов).
Указом Президиума Верховного Совета СССР от 16 мая 1944 года «за образцовое выполнение боевых заданий командования на фронте борьбы с фашистскими захватчиками по освобождению Крыма и проявленное при этом геройство» Грешилову Михаилу Васильевичу присвоено звание Героя Советского Союза с вручением ордена Ленина и медали «Золотая Звезда» (№ 2912).
Всего в годы войны провёл 25 боевых походов, находясь в море 259 суток (по обоим этим показателям — одним из наиболее активных командиров советских подводных лодок в военные годы среди всех флотов). Произвёл 22 торпедные атаки, выпустив при этом 49 торпед. По подтверждённым данным, уничтожил торпедами 2 транспорта и 1 боевой корабль, ещё 1 корабль получил повреждения. Ещё 2 судна потопил артиллерийским огнём. Оба подводных корабля, которыми он командовал в годы войны, получили гвардейские флаги.
В конце мая 1944 года получил назначение в штаб Черноморского флота, а по другим данным, тяжело заболел на почве хронического нервного перенапряжения и был направлен на лечение в санаторий (официально числился командиром подводной лодки до октября 1944 года). С октября 1944 — командир недостроенной ПЛ Л-25, однако 19 декабря 1944 года при переводе буксиром из Очамчиры в Поти корабль попал в шторм, через дефекты корпуса принял много воды и затонул, экипаж удалось спасти. С января по октябрь 1945 года — начальник штаба 5-го дивизиона бригады ПЛ Черноморского флота, затем направлен в академию. В 1948 году окончил Военно-морскую академию имени К. Е. Ворошилова.
После окончания академии капитан 1-го ранга М. В. Грешилов служил в ВМФ: заместитель начальника штаба — начальник оперативного отдела штаба Потийской военно-морской базы. С января 1950 года учился на Высших академических курсах Генерального штаба. С мая 1950 года — старший офицер 2-го Главного Управления Морского генерального штаба, с мая 1951 — преподаватель и старший преподаватель кафедры военно-морских дисциплин Военно-дипломатической академии Советской Армии, с декабря 1957 года состоял в распоряжении Управления кадров ВМФ, в ноябре 1958 года был включён в состав научно-исследовательской группы № 1 при Главнокомандующем ВМФ.
С октября 1959 года капитан 1-го ранга М. В. Грешилов — в запасе. Жил в Москве. Работал старшим инженером в Акустическом институте АН СССР.
Скончался 8 марта 2004 года. Похоронен на Ясеневском кладбище.

## Награды
- Герой Советского Союза (16.05.1944);
- Орден Ленина (16.05.1944);
- 3 ордена Красного Знамени (12.04.1942, 7.12.1943, 3.11.1953);
- орден Нахимова 2-й степени (22.02.1946);
- 2 ордена Отечественной войны 1-й степени (7.04.1943, 11.03.1985);
- орден Красной Звезды (20.06.1949);
- медаль «За боевые заслуги» (3.11.1944);
- медаль «За оборону Севастополя»;
- медаль «За оборону Кавказа»;
- ряд других медалей СССР;
- Военно-морской крест (США, 1943)[9]

## Память
- Бюст установлен в Крыму на территории воинской части — 247-го отдельного дивизиона подводных лодок Черноморского Флота.
- В Москве в районе Ясенево, его именем названа улица (2017)[10][11].
- Мемориальная доска установлена на здании Курского педагогического колледжа.
- В. П. Цветкова, в будущем народный художник Украины, писала портреты героев войны, в том числе Героев Советского Союза подводников М. В. Грешилова и А. Н. Кесаева[12].